# Darin LaHood
Darin McKay Lahood, född 5 juli 1968 i Peoria i Illinois, är en amerikansk republikansk politiker. Han är ledamot av USA:s representanthus sedan 2015. Han är son till politikern Ray LaHood.
LaHood avlade 1990 kandidatexamen vid Loras College i Dubuque och 1997 juristexamen vid John Marshall Law School i Chicago. Kongressledamot Aaron Schock avgick 2015 och LaHood fyllnadsvaldes till representanthuset. I republikanernas primärval besegrade han Mike Flynn som arbetade som redaktör för Breitbart News.